# Gator Bowl 2018
Match précédent Match suivant
Le Gator Bowl 2018 est un match de football américain de niveau universitaire joué après la saison régulière de 2018, le 31 décembre 2018 au TIAA Bank Field de Jacksonville dans l'État de la Floride aux États-Unis.
Il s'agit de la 74e édition du Gator Bowl.
Le match met en présence l'équipe du Wolfpack de North Carolina State issue de la American Athletic Conference et l'équipe des Aggies du Texas issue de la Southeastern Conference.
Il débute à 19 h 30 heure locale et est retransmis à la télévision par ESPN.
Sponsorisé par la société TaxSlayer (en), le match est officiellement dénommé le TaxSlayer Gator Bowl 2018.
Texas A&M gagne le match sur le score de 52 à 13.

## Présentation du match
| Équipes                                                                                           | Conférences | Entraîneurs       | Stats. saison rég. | Classements avant le bowl CFP-AP-Coaches |
| ------------------------------------------------------------------------------------------------- | ----------- | ----------------- | ------------------ | ---------------------------------------- |
| Wolfpack de North Carolina State                                                                  | AAC         | Dave Doeren (en)  | 9-3                | NC                                       |
| Aggies du Texas                                                                                   | SEC         | Jimbo Fisher (en) | 8-4                | #19 / #21 / #20                          |
| Arbitre : Mark Duddy (Pac-12) Équipe donnée favorite par les bookmakers : Texas A&M par 5 points. |             |                   |                    |                                          |

Il s'agit de la première rencontre entre ces deux équipes.

### Wolfpack de North Carolina State
Avec un bilan global en saison régulière de 8 victoires et 4 défaites (5-3 en matchs de conférence), North Carolina State est éligible et accepte l'invitation pour participer au Gator Bowl de 2018 .
Ils terminent 3e de l'Atlantic Division de la American Athletic Conference derrière #1 Clemson et #15 Syracuse.
À l'issue de la saison 2018, ils n'apparaissent pas dans les classements CFP, AP et Coaches.
Il s'agit de leur 4e participation au Gator Bowl (1-2) :
| Date             | Vainqueur                              | Score | Finaliste                              |
| ---------------- | -------------------------------------- | ----- | -------------------------------------- |
| 1er janvier 1947 | Sooners de l'Oklahoma (#14)            | 34-13 | Wolfpack de North Carolina State (#18) |
| 31 décembre 1992 | Gators de la Floride (#3)              | 27-10 | Wolfpack de North Carolina State (#12) |
| 1er janvier 2003 | Wolfpack de North Carolina State (#17) | 28-06 | Fighting Irish de Notre Dame (#11)     |

### Aggies du Texas (Texas A&M)
Avec un bilan global en saison régulière de 9 victoires et 3 défaites (5-3 en matchs de conférence), Texas A&M est éligible et accepte l'invitation pour participer au Gator Bowl de 2018 .
Ils terminent 2e de la West Division de la Southeastern Conference derrière #2 Alabama.
À l'issue de la saison 2018 (bowl non compris), ils seront classés #19 au classement CFP, #21 au classement AP et #20 au classement Coaches.
À l'issue de la saison 2018 (bowl compris), ils seront classés #16 aux classements AP et Coaches.
Il s'agit de leur 2e participation au Gator Bowl (0-1) :
| Date             | Vainqueur                     | Score | Finaliste            |
| ---------------- | ----------------------------- | ----- | -------------------- |
| 28 décembre 1957 | Volunteers du Tennessee (#13) | 30-0  | Aggies du Texas (#9) |

## Résumé du match
Résumé et photo sur la page du site francophone The Blue Pennant.
Début du match à 19 h 30, fin à 23 h 00 pour une durée totale de jeu de 3 h 30 min, températures de 22 °C, vent de sud de 8 km/h, ciel nuageux.
| QT            | Temps         | Drive         | Drive         | Drive         | Équipe        | Description de l'action | Score | Score |
| ------------- | ------------- | ------------- | ------------- | ------------- | ------------- | --- | ----- | ----- |
| QT            | Temps         | Jeux          | Yards         | TDP           | Équipe        | Description de l'action | NCSU  | A&M   |
| 1             | 14:41         | 2             | 71            | 00/26         | A&M           | TD à la suite d'une course de 62 yards par QB Kellen Mond + conversion à 1 point réussie par K Seth Small                                   | 0     | 7     |
| 1             | 02:21         | 12            | 71            | 05:53         | NCSU          | FG de 43 yards par K Christopher Dunn | 3     | 7     |
| 2             | 14:56         | 5             | 27            | 01:35         | NCSU          | TD de 9 yards par OT C.J. Riley à la suite d'une réception de passe de QB Ryan Finley + conversion à 1 point réussie par K Christopher Dunn | 10    | 7     |
| 2             | 10:45         | 7             | 35            | 02:17         | NCSU          | FG de 49 yards par K Christopher Dunn | 13    | 7     |
| 2             | 06:43         | 4             | 60            | 00:50         | A&M           | TD à la suite d'une course de 2 yards par RB Trayveon Williams + conversion à 1 point réussie par K Seth Small                              | 13    | 14    |
| 2             | 00:32         | 11            | 72            | 05:17         | A&M           | TD de 6 yards par Kendrick Rogers à la suite d'une réception de passe de QB Kellen Mond + conversion à 1 point réussie par K Seth Small     | 13    | 21    |
| 3             | 11:18         | -             | -             | -             | A&M           | TD à la suite d'une interception retournée sur 78 yards for touchdown par LB Tyrel Dodson + conversion à 1 point réussie par K Seth Small   | 13    | 28    |
| 3             | 05:44         | 5             | 82            | 02:30         | A&M           | TD à la suite d'une course de 17 yards par RB Trayveon Williams + conversion à 1 point réussie par K Seth Small                             | 13    | 35    |
| 4             | 13:56         | 1             | 93            | 00:13         | A&M           | TD à la suite d'une course de 93 yards par RB Trayveon Williams + conversion à 1 point réussie par K Seth Small                             | 13    | 42    |
| 4             | 06:17         | 6             | 38            | 03:14         | A&M           | FG de 35 yards par K Seth Small | 13    | 45    |
| 4             | 00:22         | 6             | 34            | 03:30         | A&M           | TD à la suite de 13 yards par FB Cullen Gillaspia + conversion à 1 point réussie par K Daniel LaCamera                                      | 13    | 52    |
| Score final : | Score final : | Score final : | Score final : | Score final : | Score final : | Score final : | 13    | 52    |

## Statistiques
| Nom                    | Équipe              | Poste |
| ---------------------- | ------------------- | ----- |
| Trayveon Williams (en) | Aggies de Texas A&M | RB    |

| Statistiques                           | Wolfpack de North Carolina State                   | Aggies du Texas                                     |
| -------------------------------------- | -------------------------------------------------- | --------------------------------------------------- |
| 1er down                               | 15                                                 | 18                                                  |
| 1er down à la course                   | 7                                                  | 14                                                  |
| 1er down à la passe                    | 6                                                  | 4                                                   |
| 1er down suite pénalité                | 2                                                  | 3                                                   |
| Conversion de 3e down                  | 0/13                                               | 5/10                                                |
| Conversion de 4e down                  | 2/4                                                | 0/1                                                 |
| Jeux–yards                             | 69 jeux pour 273 yards                             | 60 jeux pour 541 yards                              |
| Yards à la course                      | 37 courses pour 134 yards (moy.= 3.6 yards/course) | 34 courses pour 401 yards (moy.= 11.8 yards/course) |
| Yards à la passe                       | 139                                                | 140                                                 |
| Passes : Réussies-Tentées-Interceptées | 19/32 passes complétées, 2 interceptions           | 14/26 passes complétées, 1 interception             |
| Réussite en zone rouge/chances         | 1/1                                                | 5/5                                                 |
| TD                                     | 1                                                  | 7                                                   |
| Field Goals                            | 2/2                                                | 1/2                                                 |
| Sacks (Nombre-Yards)                   | 0/0                                                | 2 pour 14 yards adverses perdus                     |
| Fumbles (Nombre/Perdus)                | 1/0                                                | 0/0                                                 |
| Pénalités (Nombre/Yards perdus)        | 4 pour 30 yards perdus                             | 8 pour 75 yards perdus                              |
| Temps de possession                    | 32:57                                              | 27:03                                               |

| North Carolina State |                        |                                                                          |
| Quarterback          | Ryan Finley (en)       | 19/32 passes complétées, 139 yards, 2 interceptions, 1 TD, 2 sacks subis |
| Meilleur coureur     | Reggie Gallaspy        | 14 courses pour 79 yards nets gagnés, 0 TD                               |
| Meilleur receveur    | Emeka Emezie           | 6 réceptions pour 36 yards gagnés, 0 TD                                  |
| Meilleurs tackler    | Morehead, J.           | 9 tacles dont 5 en solo                                                  |
| Texas A&M            |                        |                                                                          |
| Quarterback          | Kellen Mond (en)       | 14/26 passes complétées, 140 yards, 1 interception, 1 TD, 0 sack subi    |
| Meilleur coureur     | Trayveon Williams (en) | 19 courses pour 236 yards nets gagnés, 3 TDs                             |
| Meilleur receveur    | Kendrick Rogers        | 6 réceptions pour 44 yards gagnés, 1 TD                                  |
| Meilleur tackler     | D. Capers-Smith        | 9 tacles dont 7 en solo, 3 TFL (6 yards)                                 |